# Закавказский полоз
Закавка́зский по́лоз (лат. Zamenis hohenackeri) — вид змей семейства ужеобразных. Видовое название дано в честь швейцарского натуралиста Рудольфа Фридриха Гогенакера (1798—1874).

## Описание
Закавказский полоз достигает 95 см в длину, хвост при этом в 4—5 раз короче тела. Шейный перехват выражен слабо. Межчелюстной щиток широкий (ширина больше длины) и слегка загнут наверх, тупым концом чуть вклиниваясь между межносовыми. Подглазничного щитка нет, единственный предглазничный крупный. Зрачок округлый. Спинные чешуи гладкие (у хвоста слабо ребристые), вокруг тела проходит 23 (реже 21 или 25) продольных ряда чешуй. Брюшных щитков — 193—212 у самцов и 209—226 у самок, подхвостовых — 57—74 пары. Анальный щиток разделён на два швом. Брюшные щитки формируют по краям канты (рёбра), тянущиеся вдоль тела.
Сверху этот вид имеет коричневато-бурые, серо-коричневые оттенки и два продольных ряда шоколадного цвета или чёрных пятен, разделённых узкой белой продольной хребтовой линией. Такая покровительственная окраска делает змею почти незаметной среди субстрата. Голова сверху покрыта мелкими тёмными пятнами. В шейной области расположено Н-образное пятно с длинными и широкими, иногда почти параллельными крыльями. От глаза к углу рта тянется такого же цвета полоска. Брюхо буровато-серое.

## Распространение
Обитает в Малой Азии, Северо-Западном Иране и на Кавказе (в Грузии, Армении, Азербайджане, Северной Осетии, Дагестане, Чечне и Ингушетии), где распространён номинативный подвид. E. h. taurica Werner, 1898 встречается на юге Центральной Турции, Южном Ливане и Северном Израиле.

## Образ жизни
Закавказский полоз предпочитает поселяться на скалистых берегах и каменистых склонах гор с разреженной ксерофитной травянистой растительностью, на окраине тугаев, в садах и на виноградниках, вдоль каменных оград и на развалинах строений человека. Иногда заползает в разреженные леса и заросли кустарников. В горы поднимается на высоту до 2500 м над уровнем моря.
Активен днём, прячась от врагов в норах грызунов, под камнями, реже в дуплах деревьев. Выход с зимовочных убежищ начинается с середины марта.
Объём кладки составляет 3—7 белых яиц размером 10—16 x 47—52 мм. Самка откладывает яйца в июне — июле, а в конце июня уже появляются молодые особи.
Питается преимущественно яйцами и птенцами наземно гнездящихся воробьинообразных птиц, реже ящерицами. Добычу умерщвляет сдавливанием кольцами своего тела подобно удавам.
На Кавказе популяции этого вида резко сокращаются в численности из-за трансформации человеком мест их обитания, в результате чего был включен в Красные книги СССР, Армении, Грузии, Азербайджана и России.

## Подвиды
Различают 2 подвида закавказского полоза:
- Zamenis hohenackeri hohenackeri (Strauch, 1873)
- Zamenis hohenackeri tauricus (Werner, 1898)